# Liste der Wappen in der Metropolitanstadt Venedig
Die Liste der Wappen in der Metropolitanstadt Venedig beinhaltet alle in der Wikipedia gelisteten Wappen der Orte in der Metropolitanstadt Venedig (bis 2014 Provinz Venedig) in der Region Venetien in Italien. In dieser Liste werden die Wappen mit dem Gemeindelink angezeigt.

## Wappen der Metropolitanstadt Venedig

Metropolitanstadt Venedig
Lage der Metropolitanstadt Venedig in Italien

## Wappen der Gemeinden der Metropolitanstadt Venedig

Annone Veneto
Campagna Lupia
Campolongo Maggiore
Camponogara
Caorle
Cavallino-Treporti
Cavarzere
Ceggia
Chioggia
Cinto Caomaggiore
Cona
Concordia Sagittaria
Dolo
Eraclea
Fiesso d’Artico
Fossalta di Piave
Fossalta di Portogruaro
Fossò
Gruaro
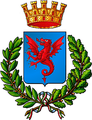
Jesolo
Marcon
Martellago
Meolo
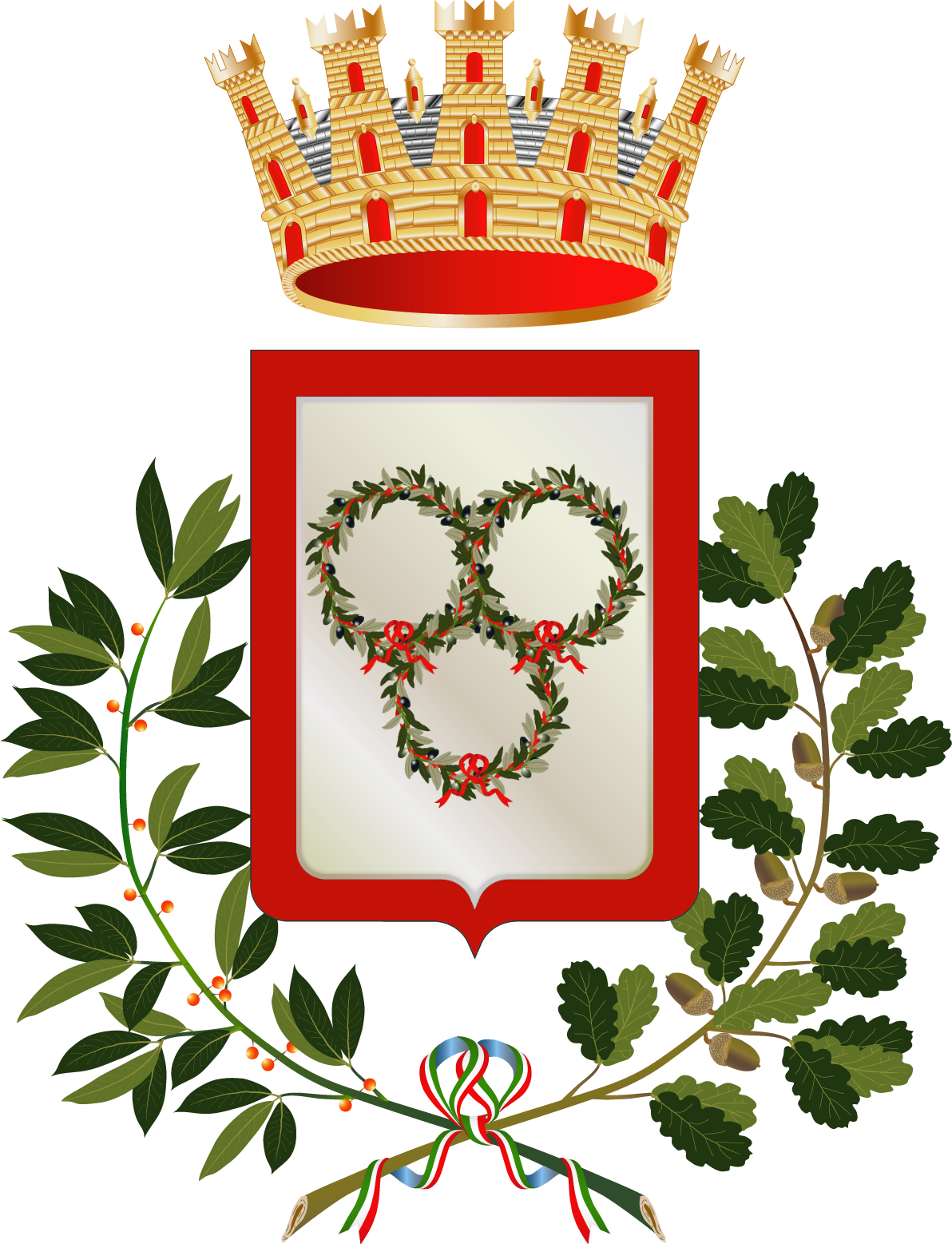
Mira
Mirano
Musile di Piave
Noale
Noventa di Piave
Pianiga
Portogruaro
Pramaggiore
Quarto d’Altino
Salzano
San Donà di Piave
San Michele al Tagliamento
Santa Maria di Sala
San Stino di Livenza
Scorzè
Spinea
Stra
Teglio Veneto
Torre di Mosto
Venedig
Vigonovo

## Wappen von Ortsteilen

Mestre zu Venedig